# Bye Bye Bye
Bye Bye Bye is een single van de Amerikaanse boyband *NSYNC uit 2000. Het stond in hetzelfde jaar als eerste track op het album No Strings Attached, waar het de eerste single van was.

## Achtergrond
Bye Bye Bye is geschreven door Kristian Lundin, Andreas Carlsson en Jacob Schulze en geproduceerd door Kristian Lundin en Jake. Het is een lied dat gaat over een man die zijn relatie wil verlaten. Het nummer kwam uit tijdens de heroplevingsperiode van de populariteit van boybands in de zero's. Het is het meest succesvolle nummer van de groep.

## Videoclip
De videoclip van het lied is gemaakt door Wayne Isham en kostte meer dan een miljoen dollar. Aan het begin van de videoclip zijn de bandleden te zien als marionetten, die worden bewogen door actrice Kim Smith. Hierna worden de bandleden losgeknipt en vluchten ze weg van het meisje. Dit doen ze onder andere op een trein en met een autoachtervolging. In de clip wordt, tijdens het refrein, ook een dansje door de heren gedaan, welke vaak door mensen wordt meegedanst als ze het nummer horen.

## Hitnoteringen en prijzen
Bye Bye Bye haalde wereldwijd de hitlijsten. De hoogste notering waren de eerste plekken in Nieuw-Zeeland en Australië. In Nederland stond het tien weken in de Top 40 en piekte het op de derde plek en stond het maar liefst veertien weken in de Mega Top 100, met de vierde plaats als hoogste positie. In België was de hoogste positie de zevende plek in de Vlaamse hitlijst (dertien weken) en bereikte het de 21e plek in de Waalse hitlijst (zeven weken). Andere top 3 noteringen waren in Zweden, Noorwegen en het Verenigd Koninkrijk. Het werd daarnaast ook genomineerd voor twee Grammy Awards, één voor Record of the Year en één voor Best Pop Performance By A Duo Or Group With Vocal. De groep wist beide nominaties niet om te zetten naar winst.

## Red Rocket
Het lied werd gebruikt in de film Red Rocket uit 2021. In de film, die gaat over een pornoacteur die zijn leven op een rijtje probeert te krijgen, is het lied in verschillende variaties te horen, onder andere gezongen door Suzanna Son. Hoewel het nummer niet was opgenomen in het originele script, is het volgens regisseur Sean Baker een anthem voor de film geworden. Het lied was eerst in de film opgenomen omdat de regisseur de actrice wilde horen zingen in de film. Het was overigens niet makkelijk om het lied in de film te gebruiken, omdat Baker elk groepslid van *NSYNC moest vragen om toestemming voor het gebruik in de film.